# Gyapjaslepke
A gyapjaslepke (Lymantria dispar) a rovarok (Insecta) osztályának lepkék (Lepidoptera) rendjébe, ezen belül az Erebidae családjába tartozó faj.

## Előfordulása
Eurázsiai eredetű faj, amely Észak-Amerikában is elterjedt.

## Megjelenése
18–35 mm hosszú. A nőstény tora és első szárnya fehéres, barnásszürke harántsávos rajzolattal. Potrohvégi szőrzete barna, csápja fekete, fésűsen fogas. A nőstény - bár jól fejlett szárnyakkal rendelkezik - röpképtelen.
A hím első szárnya sötét szürkés, a nőstényéhez hasonló, de erőteljesebb harántsávos fűrészfogas rajzolattal, szárnyanként egy-egy nyílhegy alakú, fekete szegélyű rajzolattal. A hím csápja nagy, barna, fésűsen elágazó.

## Életmódja
A nőstény petéit 50-150 darabos csoportokban fák, sziklák, esetleg épületek oldalára rakja, váladékával összeragasztja és hasalji, potrohvégi szőrzetével beborítja. Pete alakban telel. A lárvák áprilisban kelnek ki. A kikelést követően selyemszálat bocsátanak ki, aminek segítségével nagy területre elvitorlázhatnak. A hernyó alapszíne barnásszürke vagy sárgásbarna, a hátán két sorban elhelyezkedő pontsor található. Ezek közül az első öt pár kék, az utolsó hat pár piros. A hernyó egész teste szőrökkel fedett. Bábozódása előtt hossza eléri az 50–60 mm-t.
Bábozódni laza szövedékben, fal- vagy kéregrepedésekben szokott, június-júliusban. Az imágók július-augusztusban kelnek ki. Ekkor kerül sor a párzásra, amelynek során a hímek szexferomon kibocsátásuk alapján találják meg a fák törzsén várakozó nőstényeket.

## Növényvédelmi jelentősége
A gyapjaslepke hernyója polifág, néhány kivételtől eltekintve (fagyal, kőris) gyakorlatilag bármelyik fás szárú növény lombját fogyaszthatja, beleértve a tűlevelűeket is. Kártétele azért jelentős, mert tömeges megjelenése esetén képes a tápnövényét tarrá rágni, és bár ez nem vezet a növény pusztulásához, a fejlődését hátráltatja.
Az eddigi tapasztalatok szerint gradációjára mintegy tízévente kerül sor. A gradáció (tömegrajzás), a természetes ellenségek hatására magától összeomlik, egyes esetekben azonban indokolt lehet a kémiai védekezés is. Ilyen esetben azonban kizárólag a környezetet kevésbé terhelő kitinszintézis-gátló vagy BT-készítmények (Bacillus thuringiensis (BT) hatóanyagú) használata javasolt.
Visszaszorításukban jelentős lehet a természetes ellenségek szerepe. Ilyenek az aranyos bábrabló, illetve egyes fürkészdarázs, fürkészlégy fajok.

## Képek

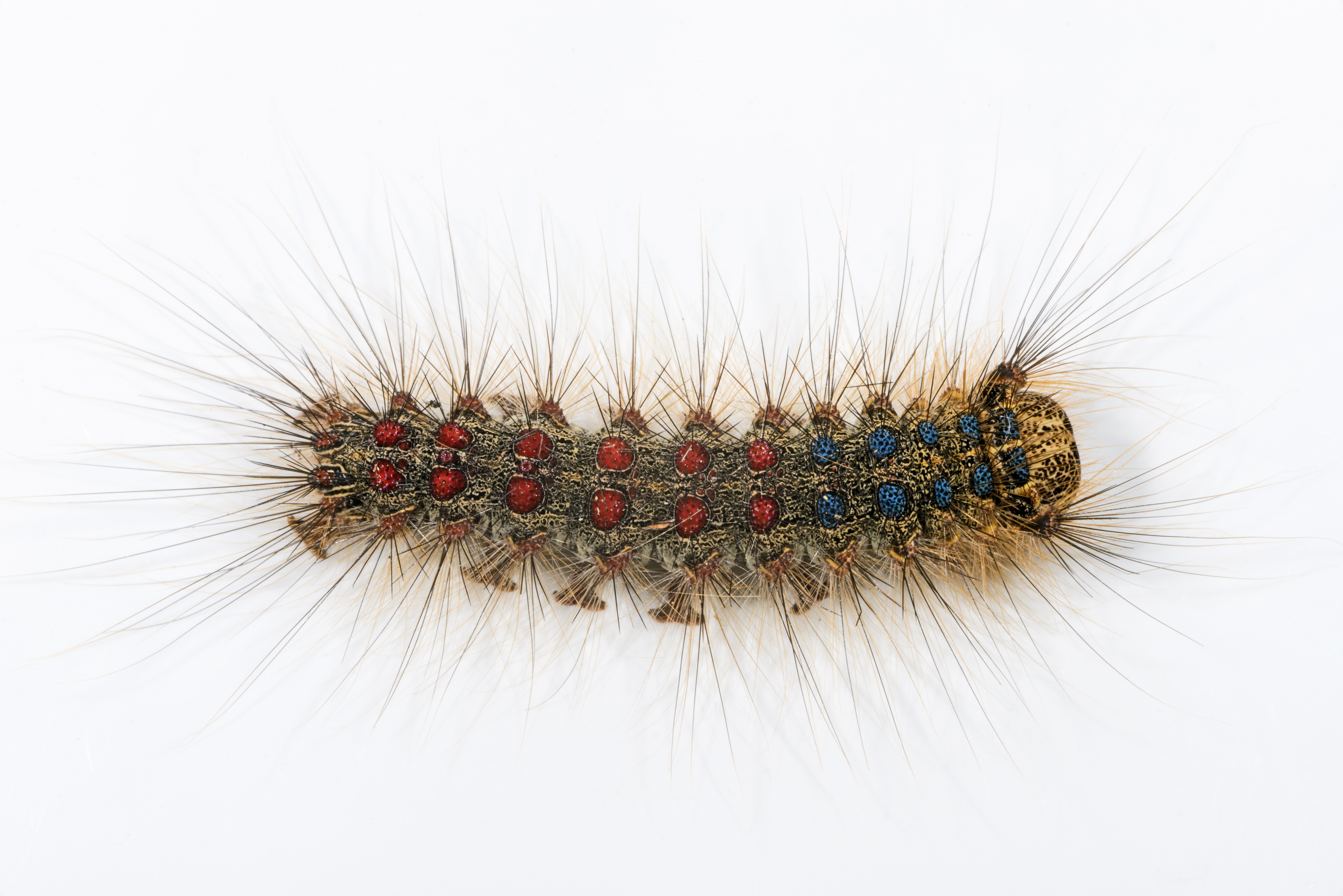
A faj hernyója
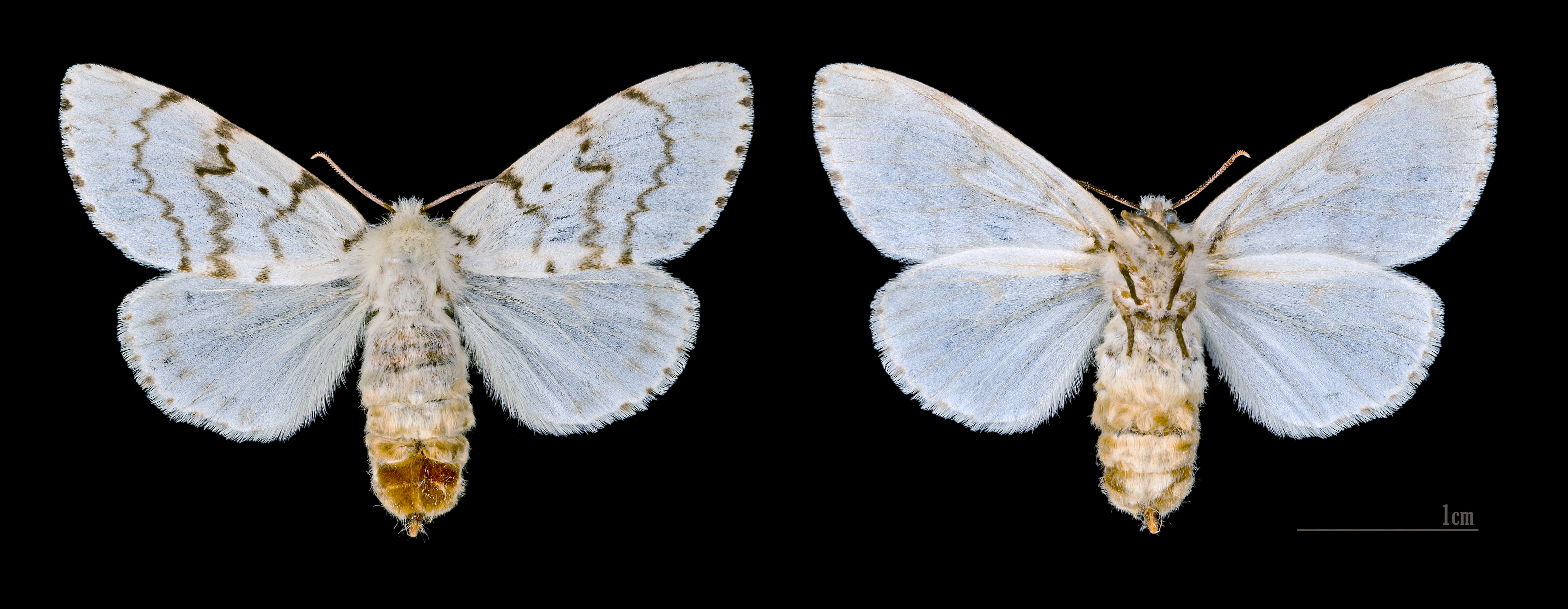
♀
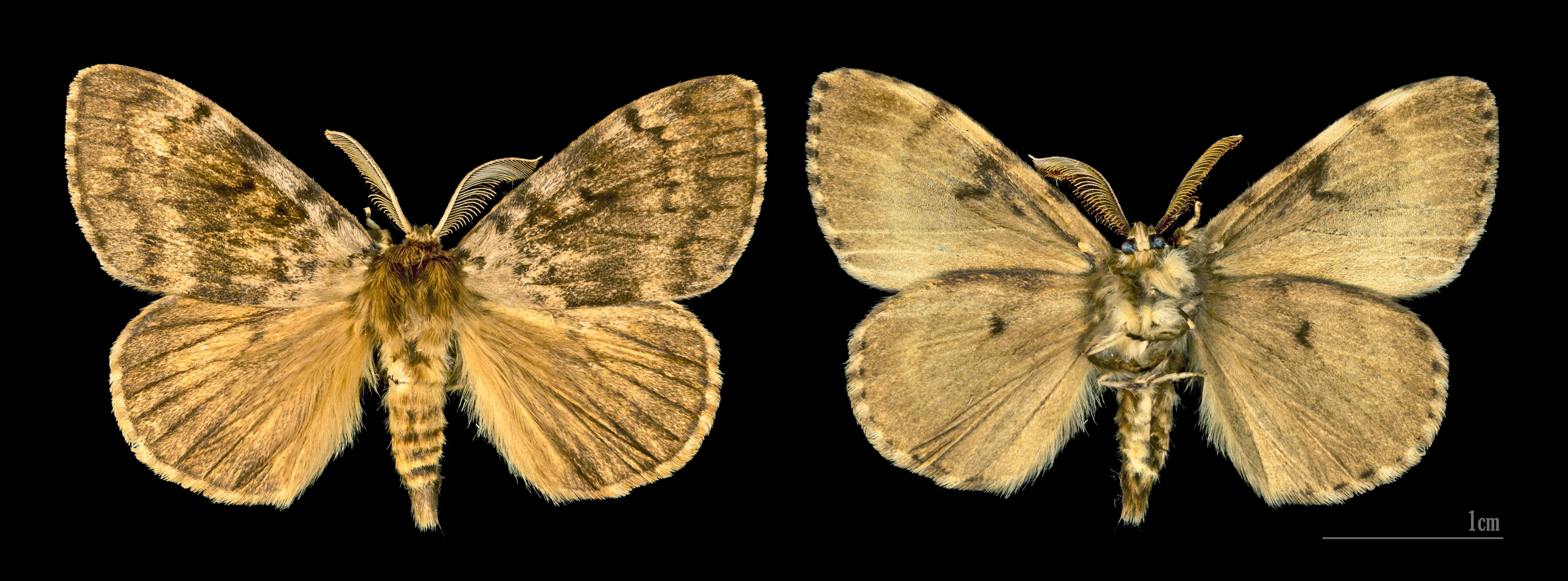
♂